# Tour de California 2016
La 11.ª edición de la competición ciclista Tour de California (nombre oficial Amgen Tour of California) se celebró en Estados Unidos entre el 15 y el 22 de mayo de 2016 sobre un recorrido de 1253,8 kilómetros.
La prueba perteneció al UCI America Tour 2016 dentro de la categoría 2.HC (máxima categoría de estos circuitos).

## Equipos participantes
Tomaron parte en la carrera 18 equipos: 10 de categoría UCI ProTeam invitados por la organización; 3 de categoría Profesional Continental; 5 de categoría Continental. Formando así un pelotón de 144 ciclistas de los que acabaron 131. Los equipos participantes fueron:
| Equipo              | Cód. UCI | Categoría               |
| ------------------- | -------- | ----------------------- |
| BMC Racing Team     | BMC      | UCI ProTeam             |
| Cannondale          | CPT      | UCI ProTeam             |
| Dimension Data      | DDD      | UCI ProTeam             |
| Etixx-Quick Step    | EQS      | UCI ProTeam             |
| Team Giant-Alpecin  | TGA      | UCI ProTeam             |
| Team Katusha        | KAT      | UCI ProTeam             |
| Team LottoNL-Jumbo  | TLJ      | UCI ProTeam             |
| Team Sky            | SKY      | UCI ProTeam             |
| Tinkoff             | TNK      | UCI ProTeam             |
| Trek-Segafredo      | TFS      | UCI ProTeam             |
| Direct Énergie      | DEN      | Profesional Continental |
| Team Novo Nordisk   | TNN      | Profesional Continental |
| UnitedHealthcare    | UHC      | Profesional Continental |
| Axeon Hagens Berman | AHB      | Continental             |
| Holowesko Citadel   | HSD      | Continental             |
| Jelly Belly         | JBC      | Continental             |
| Rally Cycling       | RLY      | Continental             |
| Team Wiggins        | WGN      | Continental             |

## Etapas
El Tour de California constó de ocho etapas para un recorrido total de 1253,8 kilómetros.
| Etapa     | Fecha     | Recorrido                                   | type                    | Distancia (km) | Ganador            | Líder              |
| --------- | --------- | ------------------------------------------- | ----------------------- | -------------- | ------------------ | ------------------ |
| 1.ª etapa | 15 de may | San Diego – San Diego                       | etapa escarpada         | 175            | Peter Sagan        | Peter Sagan        |
| 2.ª etapa | 16 de may | South Pasadena – Santa Clarita              | etapa de media montaña  | 148,5          | Benjamin King      | Benjamin King      |
| 3.ª etapa | 17 de may | Thousand Oaks – Condado de Santa Bárbara    | etapa de montaña        | 167,5          | Julian Alaphilippe | Julian Alaphilippe |
| 4.ª etapa | 18 de may | Morro Bay – WeatherTech Raceway Laguna Seca | etapa escarpada         | 217            | Peter Sagan        | Julian Alaphilippe |
| 5.ª etapa | 19 de may | Lodi – South Lake Tahoe                     | etapa de media montaña  | 212            | Toms Skujiņš       | Julian Alaphilippe |
| 6.ª etapa | 20 de may | Folsom – Folsom                             | contrarreloj individual | 20,3           | Rohan Dennis       | Julian Alaphilippe |
| 7.ª etapa | 21 de may | Santa Rosa – Santa Rosa                     | etapa escarpada         | 175,5          | Alexander Kristoff | Julian Alaphilippe |
| 8.ª etapa | 22 de may | Sacramento – Sacramento                     | etapa llana             | 138            | Mark Cavendish     | Julian Alaphilippe |

## Clasificaciones finales
- Las clasificaciones finalizaron de la siguiente forma:[3]

### Clasificación general
| Posición | Ciclista              | Equipo              | Tiempo           |
| -------- | --------------------- | ------------------- | ---------------- |
|          | Julian Alaphilippe    | Etixx-Quick Step    | 31 h 47 min 50 s |
| 2.º      | Rohan Dennis          | BMC Racing          | a 21 s           |
| 3.º      | Brent Bookwalter      | BMC Racing          | a 43 s           |
| 4.º      | Andrew Talansky       | Cannondale          | a 52 s           |
| 5.º      | Lawson Craddock       | Cannondale          | a 1 min 22 s     |
| 6.º      | Samuel Sánchez        | BMC Racing          | m.t.             |
| 7.º      | George Bennett        | LottoNL-Jumbo       | a 1 min 50 s     |
| 8.º      | Jurgen van den Broeck | Katusha             | a 1 min 53 s     |
| 9.º      | Neilson Powless       | Axeon Hagens Berman | a 1 min 57 s     |
| 10.º     | Laurens Ten Dam       | Giant-Alpecin       | a 2 min 13 s     |

### Clasificación de la montaña
| Posición | Ciclista           | Equipo            | Puntos |
| -------- | ------------------ | ----------------- | ------ |
|          | Evan Huffman       | Rally Cycling     | 36     |
| 2.º      | Julian Alaphilippe | Etixx-Quick Step  | 23     |
| 3.º      | Oscar Clark        | Holowesko Citadel | 22     |

### Clasificación por puntos
| Posición | Ciclista           | Equipo           | Puntos |
| -------- | ------------------ | ---------------- | ------ |
|          | Peter Sagan        | Tinkoff          | 68     |
| 2.º      | Alexander Kristoff | Katusha          | 33     |
| 3.º      | Julian Alaphilippe | Etixx-Quick Step | 26     |

### Clasificación de los jóvenes
| Posición | Ciclista           | Equipo              | Puntos           |
| -------- | ------------------ | ------------------- | ---------------- |
|          | Neilson Powless    | Axeon Hagens Berman | 31 h 49 min 47 s |
| 2.º      | Tao Geoghegan Hart | Axeon Hagens Berman | a 1 min 3 s      |
| 3.º      | Ruben Guerreiro    | Axeon Hagens Berman | a 1 min 25 s     |

### Clasificación por equipos
| Posición | Equipo              | Tiempo           |
| -------- | ------------------- | ---------------- |
|          | BMC Racing          | 95 h 25 min 10 s |
| 2.º      | Axeon Hagens Berman | a 4 min 26 s     |
| 3.º      | Trek-Segafredo      | a 7 min 57 s     |

## Evolución de las clasificaciones
| Etapa (Vencedor)               | Clasificación general | Clasificación de la montaña | Clasificación por puntos | Clasificación de los jóvenes | Clasificación por equipos |
| ------------------------------ | --------------------- | --------------------------- | ------------------------ | ---------------------------- | ------------------------- |
| 1.ª etapa (Peter Sagan)        | Peter Sagan           | Oscar Clark                 | Peter Sagan              | Dylan Groenewegen            | UnitedHealthcare          |
| 2.ª etapa (Benjamin King)      | Benjamin King         | Evan Huffman                | Peter Sagan              | Daniel Eaton                 | Cannondale                |
| 3.ª etapa (Julian Alaphilippe) | Julian Alaphilippe    | Evan Huffman                | Peter Sagan              | Neilson Powless              | BMC Racing                |
| 4.ª etapa (Peter Sagan)        | Julian Alaphilippe    | Evan Huffman                | Peter Sagan              | Neilson Powless              | BMC Racing                |
| 5.ª etapa (Toms Skujiņš)       | Julian Alaphilippe    | Evan Huffman                | Peter Sagan              | Neilson Powless              | BMC Racing                |
| 6.ª etapa (Rohan Dennis)       | Julian Alaphilippe    | Evan Huffman                | Peter Sagan              | Neilson Powless              | BMC Racing                |
| 7.ª etapa (Alexander Kristoff) | Julian Alaphilippe    | Evan Huffman                | Peter Sagan              | Neilson Powless              | BMC Racing                |
| 8.ª etapa (Mark Cavendish)     | Julian Alaphilippe    | Evan Huffman                | Peter Sagan              | Neilson Powless              | BMC Racing                |
| Final                          | Julian Alaphilippe    | Evan Huffman                | Peter Sagan              | Neilson Powless              | BMC Racing                |

## UCI America Tour
El Tour de California otorga puntos para el UCI America Tour 2016 para corredores de equipos en las categorías UCI ProTeam, Profesional Continental y Equipos Continentales. La siguiente tabla corresponde al baremo de puntuación:
| Posición   | 1.º | 2.º | 3.º | 4.º | 5.º | 6.º | 7.º | 8.º | 9.º | 10.º | 11.º | 12.º | 13.º | 14.º | 15.º | 16.º-30.º | 31.º-40.º |
| Puntuación | 200 | 150 | 125 | 100 | 85  | 70  | 60  | 50  | 40  | 35   | 30   | 25   | 20   | 15   | 10   | 5         | 3         |

| Posición | Ciclista              | Equipo              | Puntos |
| -------- | --------------------- | ------------------- | ------ |
| 1.º      | Julian Alaphilippe    | Etixx-Quick Step    | 200    |
| 2.º      | Rohan Dennis          | BMC Racing          | 150    |
| 3.º      | Brent Bookwalter      | BMC Racing          | 125    |
| 4.º      | Andrew Talansky       | Cannondale          | 100    |
| 5.º      | Lawson Craddock       | Cannondale          | 85     |
| 6.º      | Samuel Sánchez        | BMC Racing          | 70     |
| 7.º      | George Bennett        | LottoNL-Jumbo       | 60     |
| 8.º      | Jurgen van den Broeck | Katusha             | 50     |
| 9.º      | Neilson Powless       | Axeon Hagens Berman | 40     |
| 10.º     | Laurens Ten Dam       | Giant-Alpecin       | 35     |

Además, también otorgó puntos para el UCI World Ranking (clasificación global de todas las carreras internacionales).
| Posición              | 1.º | 2.º | 3.º | 4.º | 5.º | 6.º | 7.º | 8.º | 9.º | 10.º |
| Clasificación general | 200 | 150 | 125 | 100 | 85  | 70  | 60  | 50  | 40  | 35   |
| Por etapa             | 20  | 10  | 5   |     |     |     |     |     |     |      |
| Líder                 | 5   |     |     |     |     |     |     |     |     |      |

| Posición | Ciclista              | Equipo              | General | Etapa | Líder | Total |
| -------- | --------------------- | ------------------- | ------- | ----- | ----- | ----- |
| 1.º      | Julian Alaphilippe    | Etixx-Quick Step    | 200     | 20    | 30    | 250   |
| 2.º      | Rohan Dennis          | BMC Racing          | 150     | 20    | -     | 170   |
| 3.º      | Brent Bookwalter      | BMC Racing          | 125     | -     | -     | 125   |
| 4.º      | Andrew Talansky       | Cannondale          | 100     | 10    | -     | 110   |
| 5.º      | Lawson Craddock       | Cannondale          | 85      | -     | -     | 85    |
| 6.º      | Samuel Sánchez        | BMC Racing          | 70      | -     | -     | 70    |
| 7.º      | Peter Sagan           | Tinkoff             | 3       | 60    | 5     | 68    |
| 8.º      | George Bennett        | LottoNL-Jumbo       | 60      | 5     | -     | 65    |
| 9.º      | Jurgen van den Broeck | Katusha             | 50      | -     | -     | 50    |
| 10.º     | Neilson Powless       | Axeon Hagens Berman | 40      | -     | -     | 40    |